# Notostigmophora
Sous-classe
Notostigmophora est une sous-classe des Chilopoda.

## Liste des ordres
Selon ITIS (15 septembre 2013) :
- ordre Scutigeromorpha Pocock, 1895

## Liste des ordres et familles
Selon NCBI (15 septembre 2013) :
- ordre Scutigeromorpha
  - famille Scutigeridae